# Parafia św. Józefa Oblubieńca Najświętszej Maryi Panny w Kielcach
Parafia Świętego Józefa Oblubieńca Najświętszej Maryi Panny w Kielcach – parafia rzymskokatolicka w Kielcach. Należy do dekanatu Kielce-Zachód diecezji kieleckiej. Jest obsługiwana przez księży Józefitów (Oblatów Świętego Józefa).
Parafia św. Józefa Oblubieńca NMP została erygowana 5 października 1993 r. przez biskupa Kazimierza Ryczana przy dotychczasowej kaplicy Zgromadzenia Oblatów św. Józefa. Wydzielono ją z parafii MB Częstochowskiej w Niewachlowie, Podwyższenia Krzyża Świętego w Kielcach i św. Andrzeja Boboli w Kostomłotach. 
Budowę kościoła rozpoczęto w kwietniu 1995 r. W 2002 dokonano przeprowadzki z kaplicy do kościoła w stanie surowym.